# Loondermolen
De Loondermolen was een watermolen op de Dommel, ten zuiden van Waalre en ten noorden van Valkenswaard. Ze diende als korenmolen.
De watermolen bevond zich op de plaats waar de heerlijkheid Waalre, Valkenswaard en Aalst haar hoofdkwartier had. De Dommelseweg gaat hier via de Loondermolenbrug over de Dommel.
De heren van Waalre waren tevens heren van Herlaar en nog andere plaatsen, en ze woonden aanvankelijk niet bij de Loondermolen. Het kasteel van Loon zou, als adelijcks huijsinghe (slotje) pas in de eerste helft van de 15e eeuw zijn gebouwd. Dit huis werd in 1867 gesloopt en verbouwd tot boerderij. Deze werd in 1934 getroffen door brand en opnieuw opgebouwd in gewijzigde vorm. Ze heet nog steeds Het Kasteel. Een deel van de naar de Loonderweg gekeerde gevel is nog een restant van het oude kasteel.
De Loondermolen bestond vermoedelijk niet voor 1368, aangezien een document van toen wel over de nabijgelegen Keersoppermolen, maar niet over de Loondermolen repte. Pas in 1384 werd de molen voor het eerst vermeld als zijnde in bezit van de heerlijkheid. Het was een dwangmolen voor de inwoners van bepaalde nabijgelegen gehuchten.
In 1545 kwam een commissie in opdracht van keizer Karel V de stuwhoogten vaststellen bij de diverse watermolens. In 1703 stelde de heer van Waalre enz., Gerard Hubert van der Clusen, voorwaarden op voor de verpachting van de molen aan een molenaar. Deze bevatte vele verplichtingen.
Vanaf 1793 kwam de molen in eigendom van de molenaars, vanaf 1888 was ze vaak in bezit van tabaksfabrikanten als Swane en in 1937 kwam ze in het bezit van Waterschap De Dommel.
De molen was bedekt met leien, die mogelijk bij de sloop van het Kasteel beschikbaar zijn gekomen. Het gebouw was van hout. De molen werd gesloopt, maar het molenhuis bleef bewaard. Het werd herbouwd na een brand in 1907, en het werd sterk gewijzigd in 1966.

## Nabijgelegen watermolens
Stroomafwaarts vindt men op de Dommel de Volmolen, en stroomopwaarts vindt men de Dommelse Watermolen.